# E-4WD

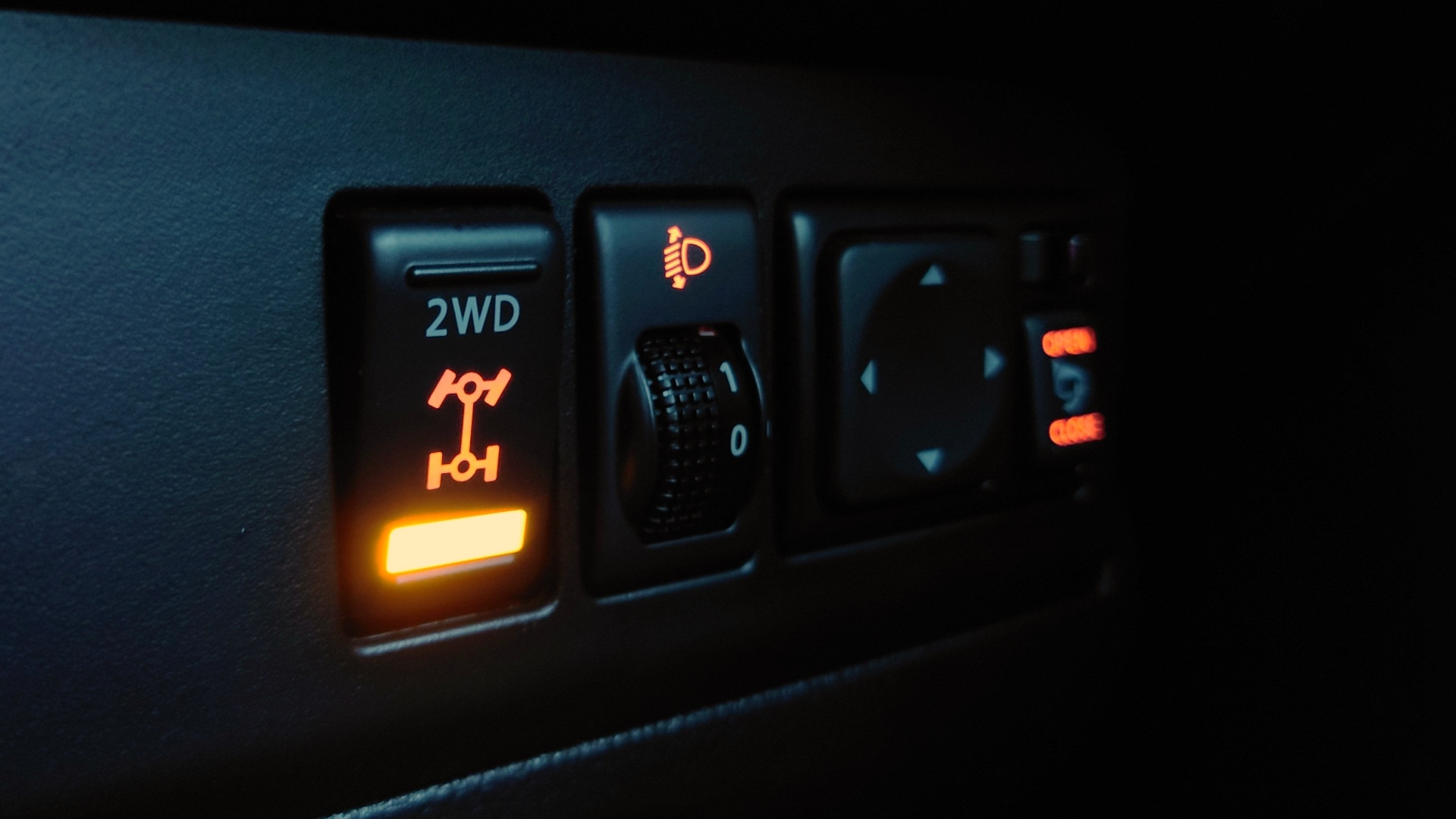
日産・ノート(E11型)のe-4WDスイッチ

e-4WD（イーヨンダブリュディー）とは、日立製作所が開発した小型車クラスのガソリンエンジン車専用モーターアシスト式四輪駆動システムで、前輪をエンジンで駆動し、後輪をモーターで駆動する方式である。
2002年に日産自動車から、2003年にマツダから、それぞれe-4WDシステムを搭載した車種が発売された。

## 概要
大きく分けて、駆動ユニット（モーター、クラッチ、減速ギヤからなる）、専用の発電機ならびに、これらを制御する電子回路の3つから構成される。モーターには日立製作所の業務用洗濯機用が流用されている。搭載車種はベースが前輪駆動のオートマチックトランスミッション搭載車種に限られ、電気駆動ユニットは後輪を駆動する。低μ路における発進性能は、エンジンの出力を4輪に伝達する通常の四輪駆動車と同程度でありながら、燃費の5 %向上と、車重の15 %軽量化、新規開発部品点数の大幅な削減などが実現された。
通常の四輪駆動方式の場合、車体前部のエンジンから後軸へ動力を伝達するプロペラシャフトがキャビン床下の中央にあるために、しばしばフロアパン形状が制約を受けるのに対し、e-4WDはプロペラシャフトを必要とせず、室内足下の空間や車体剛性を求められるフロアパンの設計に、より高い自由度が生まれる。また、プロペラシャフトに付随するベアリングや歯車の機械抵抗が省かれる。
一方、欠点として後軸付近に搭載される駆動ユニットが通常の四輪駆動方式の差動装置よりも大きく、トランクルーム容積を圧迫する場合もある。また、登坂やスタックなどで前輪が激しく空転した場合には後輪への電力をカットする制御のため、いわゆる四輪駆動らしい走り（脱出能力）は期待できない。
運転席にあるスイッチで、システムの作動と停止を任意に切り替えられる。スイッチが作動状態にあるときに車両が発進すると、システム専用の発電機がエンジンの回転を利用して電力を作り、駆動ユニットに供給する。発進後、約30 km/h以上になると発電機が停止して、自動的に前輪駆動に切り替わる。四輪駆動走行中は前後輪のトラクションコントロール機能が常に働き、凍結路面や積雪路面でも安定して走行できるように制御している。駆動系が電子制御されていないマニュアルトランスミッション搭載車にこのシステムは装備されない。
駆動方式という観点ではハイブリッド（混成）であるが、駆動ユニットへの電力は二次電池を介されずに直接供給されるという点から、e-4WD搭載車はハイブリッドカーではない。二次電池を搭載していないことで回生ブレーキを利用できない一方、高電圧の電池を持たないことは整備時や事故発生時に感電や電気火災を起こす危険性が低く、日本ではハイブリッドカーの整備に必要とされる低圧電気取扱者特別教育の受講が不要である。
当初は日立製作所と同じ企業グループである日産・日立グループ（春光グループ）に属する日産自動車のみに供給されていたが、後にマツダにも供給された。
2020年6月現在の時点で現行車種としては唯一、日本市場向けの4代目マーチにe-4WD仕様が設定されていたものの、同年7月に一部改良の実施と共にe-4WD仕様の設定が廃止されたため事実上、e-4WDを採用した車種は姿を消すこととなった。

## 搭載されていた車種（全て日本市場向け）

### 日産
- マーチ（3代目、4代目[注釈 3]）
- キューブ（2、3代目[注釈 4]）
- キューブキュービック
- ティーダ
- ティーダラティオ[注釈 5]
- ノート（初代、2代目[注釈 6]）
- ブルーバードシルフィ（2代目のみ）
- ウイングロード（3代目[注釈 7]）

### マツダ
- デミオ（2代目、3代目）
- ベリーサ